# Thomas Risley Odhiambo
Le professeur Thomas Risley Odhiambo, né le 4 février 1931 à Mombasa et mort le 26 mai 2003 à Nairobi, est un entomologiste kényan surtout connu pour ses recherches sur le contrôle des insectes en milieu agraire par des méthodes naturelles.

## Biographie

### Vie privée
Thomas Odhiambo est né le 4 février 1931 à Mombasa. Il est le premier enfant de Japheth Nandy (un employé de la Compagnie des télégraphes) et de Lorna Akwirry Nandy. Après sa naissance, ses parents retournent dans leur village natal de Mur-Ng'iya (10 km à l'est de Siaya dans la Circonscription électorale d'East Alego).
 Le 30 juin 1956, il se marie une première fois avec Jerusha Nereah Auma à l'église Sint Stephens de Kisumu.

Il est décédé, consécutivement à un cancer du foie, le 26 mai 2003 à Nairobi.

### Études
Après sa scolarité fondamentale et ses études secondaires à la Catholic Maseno school, il poursuit, entre 1950 et 1953, un cycle d'études universitaires en biologie au Makerere University College de Kampala. En 1959, après 4 ans de fonction en tant qu'entomologiste au Ministère ougandais de l'agriculture, il affine ses connaissances à l'université de Cambridge avec une licence en sciences naturelles en 1962 puis un doctorat en physiologie de l'insecte en 1965.

### Carrière
Dès 1965, il obtient une chaire en zoologie à l'University of East Africa (campus de Nairobi).
En 1970, il crée et prend la direction de la faculté d'entomologie à l'University of Nairobi et devient le 1er Doyen de la faculté d'agronomie de cette même université.
Cette même année 1970, il fonde et prend la direction (jusqu'en 1994) de l' International Centre of Insect Physiology and Ecology (ICIPE) (« Centre international de la physiologie de l'insecte et de l'écologie ») à Nairobi.
Il aide aussi à établir plusieurs établissements d'études scientifiques :
- la Third World Academy of Sciences  (TWAS) (« l'Académie des sciences du tiers monde ») à Trieste en 1983;
- la Kenya National Academy of Sciences (« Académie nationale des sciences du Kenya ») à Nairobi en 1983;
- l'African Academy of Sciences (AAS) (« Académie africaine des sciences ») à Nairobi en 1985;
- la Foundation for the Promotion of Children’s Science Publications in Africa (CHISCI) à Mombasa en 1988.

Ses travaux ont inspiré des disciples influents comme le scientifique Odhiambo Siangla ou les hommes politiques comme Kalonzo Musyoka et Anyang Nyong'o.
Il a encouragé la jeune génération des penseurs à oser s'aventurer dans les beaux-arts, à étudier sa propre vision de l'histoire des sciences de la vie et à créer des académies et des instituts de recherche fondamentale utilisant les techniques de pointe. Il a, aussi, forcé ses visions sur le développement agricole en Afrique en lançant des projets scientifiques efficaces menant à de meilleures récoltes par la lutte biologique contre les insectes.

## Récompenses
- Médaille Albert Einstein (1979);
- Gold Mercury International Award (1982);
- Gold Medal Award de l'International Congress of Plant Protection (1983);
- Docteur honoris causa en science de l'université d'Oslo (1986)[3];
- Africa Prize for Leadership conjointement avec Abdou Diouf du Sénégal (1987)[2].

## Ouvrages didactiques
Il est l'auteur ou coauteur de plus de 160 publications scientifiques. Citons :
- Land-Use Literacy for Sustainable Food Production in Africa, 1994 ;
- Science for Development in Africa : Proceedings of the Consultation on the Management of Science for Development in Africa, Duduville, Kasarani, Nairobi, Kenya, November 21-24, édité par Turner Ti minipre Isoun, 1988 ;
- Hope Born Out of Despair : Managing the African Crisis, édité par United Nations University.